# DEL Records
DEL Records es un sello discográfico estadounidense de música en español fundado por Ángel del Villar en 2008. Su sede se encuentra en el suburbio de Bell Gardens en Los Ángeles, California, e incluye DEL Records, DEL Publishing, DEL Studios y DEL Entertainment, los cuales se centran en la música regional mexicana; específicamente en géneros del pacífico mexicano cómo la banda sinaloense, el norteño sinaloense, el norteño con tuba, el sierreño sinaloense, el sierreño con tuba, el sierreño urbano, corridos tumbados y el mariachi. DEL Records ha dado inicio a carreras musicales de artistas que mantienen actualmente buen desempeño comercial como T3R Elemento, Lenin Ramírez, Ulises Chaidez, Eslabón Armado, entre otros. DEL Records y sus artistas son ganadores frecuentes en los Premios Billboard de la música latina.

## Historia
El sello fue formado por Ángel del Villar en 2008. El primer artista firmado por la compañía fue Gerardo Ortíz en 2010. Originalmente, DEL Records estaba asociado con VIP Music con sede en Anaheim, California. Actualmente DEL se distribuye de forma independiente a excepción de algunos artistas.
En abril de 2015, DEL Records donó $12,200 al Rowland Unified School District en Rowland Heights, California, para ayudar con las becas para estudiantes y maestros de su área.
El 14 de abril de 2016, DEL se asoció con Combate Americas, la primera franquicia deportiva hispana de Artes marciales mixtas en Estados Unidos. El evento principal fue el 18 de abril de 2016 para la serie de peleas de NBC Universo, Road to the Championship. Regulo Caro y King Lil G acompañaron a los luchadores de MMA a la jaula y también actuaron más tarde en la noche.
Dos años después de la muerte de su artista Ariel Camacho, el sello lanzó el 24 de febrero de 2017 un álbum tributo de duetos con otros artistas del sello como Gerardo Ortiz, Luis Coronel y Regulo Caro. Ariel Camacho Para Siempre Duetos, Vol.1 incluye un DVD de 15 minutos de imágenes inéditas de Camacho. También se creó un grupo con los integrantes de la banda de Ariel, Los Plebes del Rancho de Ariel Camacho, el cual recibió ocho nominaciones a los Premios Billboard de la Música Latina ese año y ganó tres de ellas.
En 2021, el director de talento de DEL, Marcelino Mendoza fundó el sello discográfico Three Kingz Global, subsidiaria de DEL Records.
En 2022, Ángel del Villar y Luca Scalisi —socio y director financiero de DEL Entertainment— fueron detenidos por el FBI en Los Ángeles al comporbarse que tuvieron relaciones de negocios con Jesús Pérez Alvear, promotor musical de artistas del género regional mexicano quién estaba siendo vinculado por Washington por tener nexos con el Cártel de Jalisco Nueva Generación, lo que hacía que del Villar y Scalisi violaran la Ley de Designación de Cabecillas Extranjeras del Narcotráfico, —conocida como Ley Kingpin—. La relación con Pérez se comprobó a través de mensajes de texto, llamadas grabadas, transferencias bancarias y resgistros del alquiler de un avión. Ambos fueron liberados después de pagar una fianza de 100 mil y 35 mil dólares respectivamente.
En 2023, la compañía siguió bajo investigación por posible nexos con el crimen organizado y de tener relación con el mismo cartel.

## Artistas actuales firmados
- Abraham Luna[11]
- Banda Culiacancito[12]
- Cheli Madrid[13]
- El Makabelico[14]
- Gabino Montalvo[15]
- José Manuel[16]
- Leonilo Jaimes[17]
- Lenin Ramírez[18]

- Los del Limit[19]
- Panchito Arredondo[20]
- Ulices Chaidez[21]
- T3R Elemento[22]

## Antiguos artistas firmados
- A.B. Quintanilla III y Elektro Kumbia[23]
- Abraham Vázquez (2018-2020)
- Ariel Camacho y los Plebes del Rancho (2014-2016)
- Ángel Pérez (2020-2021)[24]
- Escolta de Guerra (2016-2020)[25]
- Félix Ocampo (2021)[26]
- Fidel Rueda (2017-2018)[27]
- Fonzo Am (2020-2021)[28]
- Gabriel Díaz (2017-2020)[2]
- Gerardo Ortíz (2010-2019)[29]
- Grupo Fernández (2015-2017)[30]
- Jaziel Aviléz (2018-2020)[31]
- King Lil G (2016-2017)[32]
- Los del Arroyo (2017-2018)[33]
- Los Migueles "La Voz Original" (2015-2016)[34]
- Los Nuevos Rebeldes (2015-2016)[2]
- Luis Coronel (2012-2017)
- Marco Soriano (2021-2022)[35]
- Óscar Cortez (2018-2021)[36]
- Raúl Lizárraga[2]
- Revolver Cannabis (2013-2018)[37]
- Rubén Figueroa (2020-2021)[38]
- Traviezos de la Zierra (2013-2017)[39]
- Supremo (2020-2021)[40]